# Online Coins of the Roman Empire
Online Coins of the Roman Empire (Abkürzung: OCRE) ist eine Onlineplattform, die der Erforschung der reichsrömischen Münzprägung vom Herrschaftsantritt des Augustus (31 v. Chr.) bis zum Tod des oströmischen Kaisers Zenon (491 n. Chr.) dient.
Die Plattform ist ein Gemeinschaftsprojekt der American Numismatic Society und des Institute for the Study of the Ancient World der New York University. Die Plattform bezieht sich auf die im Standardwerk The Roman Imperial Coinage genannten Typen und strebt eine vollständige Erfassung aller publizierten reichsrömischen Münzen des genannten Zeitraums an. Zu den Kooperationspartnern gehören das Münzkabinett der Staatlichen Museen zu Berlin, das Münzkabinett des Kunsthistorischen Museums Wien und das British Museum. Von den rund 100.000 unterschiedlichen Münzprägungen, die in den beteiligten Sammlungen durch Beispiele vertreten sind, sind über die Plattform rund 50 % (Stand 2020) abrufbar. Vor allem bietet OCRE Informationen zur Fundortverteilung der einzelnen Prägungen, die nach verschiedensten Kriterien – Zeit, Münzmeister, Prägeort etc. – gefiltert werden können.